# São João dos Caldeireiros
São João dos Caldeireiros is een plaats (freguesia) in de Portugese gemeente Mértola en telt 728 inwoners (2001).